# Lobotes pacificus
Lobotes pacificus är en fiskart som beskrevs av Gilbert, 1898. Lobotes pacificus ingår i släktet Lobotes och familjen Lobotidae. IUCN kategoriserar arten globalt som livskraftig. Inga underarter finns listade i Catalogue of Life.